# 第117回日劇學院賞
←第116回 - 第117回 - 第118回→
第117回日劇學院賞，針對2023年7月到9月在日本播出夏季檔連續劇所做出的投票與評比。本季獲最優秀作品賞為TBS電視台的《VIVANT》，此劇共獲六項獎項為本季最多。

## 得獎名單

### 最佳作品
1. VIVANT[1]
2. 爛漫
3. 最好的老師
4. 隼消防團事件簿
5. 往這邊看 向井君
6. 一兆＄遊戲

- 讀者票：1. 一兆＄遊戲；2. VIVANT ；3. 敲響密室之門 ；4. 我們假結婚吧 ；5. 歡迎光臨自助洗衣店 第2季

- 記者票：1. VIVANT ；2. 最好的老師 ；3. 隼消防團事件簿 ；4. 往這邊看，向井君 ；5. 爛漫

- 評審票：1. VIVANT ；2. 爛漫 ；3. 隼消防團事件簿 ；4. 最好的老師 ；5. 初戀，稍顯粗糙

### 最佳男主角
1. 堺雅人（VIVANT）[2]
2. 神木隆之介（爛漫）
3. 中村倫也（隼消防團事件簿）
4. 赤楚衛二（往這邊看，向井君）
5. 風間俊介（初戀，稍顯粗糙）

- 讀者票：1. 目黑蓮（一兆＄遊戲）；2. 松村北斗（敲響密室之門）；3. 堺雅人（VIVANT）；4. 赤楚衛二（往這邊看 向井君）；5. 草川拓彌（歡迎光臨自助洗衣店 第2季）；

- 記者票：1. 堺雅人（VIVANT）；2. 神木隆之介（爛漫）；3. 赤楚衛二（往這邊看，向井君）；4. 中村倫也（隼消防團事件簿）；5. 杉野遙亮（元氣囝仔）

- 評審票：1. 堺雅人（VIVANT）；2. 神木隆之介（爛漫）；3. 中村倫也（隼消防團事件簿；4. 風間俊介（初戀，稍顯粗糙）；5. 赤楚衛二（往這邊看，向井君）

### 最佳女主角
1. 松岡茉優（最好的老師）[3]
2. 若村麻由美（多麼美好的世界）
3. 小野花梨（初戀，稍顯粗糙）
4. 伊藤沙莉（狗與我與執行官）
5. 森七菜（夏戀灰姑娘）

- 讀者票：1. 松岡茉優（最好的老師）；2. 福原遙（18／40 －兩個人的夢想與戀愛－）；3. 森七菜（夏戀灰姑娘）；4. 伊藤沙莉（狗與我與執行官）；5. 小野花梨（初戀，稍顯粗糙）

- 記者票：1. 松岡茉優（最好的老師）；2. 小野花梨（初戀，稍顯粗糙）；3. 福原遙（18／40 －兩個人的夢想與戀愛－）；4. 若村麻由美（多麼美好的世界）；5. 伊藤沙莉（狗與我與執行官）

- 評審票：1. 松岡茉優（最好的老師）；2. 若村麻由美（多麼美好的世界）；3. 小野花梨（初戀，稍顯粗糙）；4. 伊藤沙莉（狗與我與執行官）；5. 森七菜（夏戀灰姑娘）

### 最佳男配角
1. 阿部寬（VIVANT）[4]
2. 志尊淳（爛漫）
3. 役所廣司（VIVANT）
4. 織田裕二（狗與我與執行官）
5. 松下洸平（最好的老師）

- 讀者票：1. 渡邊翔太（我們假結婚吧）；2. 佐野勇斗（一兆＄遊戲）；3. 二宮和也（VIVANT）；4. 萩原利久（夏戀灰姑娘）；5. 西垣匠（歡迎光臨自助洗衣店 第2季）

- 記者票：1. 阿部寬（VIVANT）；2. 松下洸平（最好的老師）；3. 二宮和也（VIVANT）；4. 安田顯（18／40 －兩個人的夢想與戀愛－）；5. 役所廣司（VIVANT）

- 評審票：1. 阿部寬（VIVANT）；2. 志尊淳（爛漫）；3. 織田裕二（狗與我與執行官）；4.役所廣司（VIVANT）；5. 要潤（爛漫）

### 最佳女配角
1. 蘆田愛菜（最好的老師）[5]
2. 濱邊美波（爛漫）
3. 二階堂富美（VIVANT）
4. 波瑠（往這邊看 向井君）
5. 川口春奈（隼消防團事件簿）

- 讀者票：1. 今田美櫻（一兆＄遊戲）；2. 濱邊美波（爛漫）；3. 蘆田愛菜（最好的老師）；4. 波瑠（往這邊看 向井君）；5. 二階堂富美（VIVANT）

- 記者票：1. 蘆田愛菜（最好的老師）；2. 濱邊美波（爛漫）；3. 波瑠（往這邊看 向井君）；4. 二階堂富美（VIVANT） ；5. 川口春奈（隼消防團事件簿）

- 評審票：1. 濱邊美波（爛漫）；2. 蘆田愛菜（最好的老師）；3. 宮崎莉里沙（元氣囝仔）；4. 伊東蒼（溫柔貓）；5. 二階堂富美（VIVANT）

### 最佳電視劇歌曲
1. 《愛之花》愛繆（爛漫） [6]
2. 《Yours》菅田將暉（最好的老師）
3. 《明日》Chanmina（隼消防團事件簿）
4. 《Dangerholic》Snow Man（一兆＄遊戲）
5. 《夏日的灰姑娘》綠黃色社會（夏戀灰姑娘）

- 讀者票：1.《Dangerholic》Snow Man（一兆＄遊戲）；2.《CREAK》SixTONES（敲響密室之門）；3.《夏日的灰姑娘》綠黃色社會（夏戀灰姑娘）；4.《愛之花》愛繆（爛漫）；5.《LOOK AT ME》NiziU（往這邊看 向井君）

- 記者票：1.《愛之花》愛繆（爛漫）；2.《明日》Chanmina（隼消防團事件簿）；3.《Yours》菅田將暉（最好的老師） ；4.《夏日的灰姑娘》綠黃色社會（夏戀灰姑娘）；5.《向日葵》Ado（18／40 －兩個人的夢想與戀愛－）

- 評審票：1.《愛之花》愛繆（爛漫）；2.《Yours》菅田將暉（最好的老師） ；3.《Bus Stop》赫里斯合唱團（星期幾出生的）；4.《what's your message?》小田和正（多麼美好的世界）；5.《Dangerholic》Snow Man（一兆＄遊戲）

### 最佳劇本
1. 八津弘幸、李正美、宮本勇人、山本奈奈（VIVANT）[7]
2. 長田育惠（爛漫）
3. 茶花正孝（最好的老師）

### 最佳導演
1. 福澤克雄、宮崎陽平、加藤亞季子（VIVANT）[8]
2. 渡邊良雄、津田溫子、深川貴志（爛漫）
3. 鈴木勇馬、二宮崇、松田健斗（最好的老師）

### 特別獎（新人獎）
- 富榮多拉姆（VIVANT）[9]

## 外部連結
- 第117回日劇學院賞 （页面存档备份，存于）